# Tournoi de tennis d'Indonésie
Pour le tournoi de badminton, voir Open d'Indonésie (badminton).
Le tournoi d'Indonésie est un ancien tournoi de tennis féminin du circuit professionnel WTA et masculin du circuit ATP organisé dans la ville de Jakarta.
Cinq éditions féminines successives de l'épreuve ont eu lieu de 1993 à 1997. 
Cinq éditions masculines de l'épreuve ont eu lieu, en 1974 puis de 1993 à 1996 sur dur en extérieur.

## Palmarès dames

### Simple
| No | Date       | Nom et lieu du tournoi            | Catégorie | Dotation  | Surface    | Vainqueure      | Finaliste       | Score         |         |
| -- | ---------- | --------------------------------- | --------- | --------- | ---------- | --------------- | --------------- | ------------- | ------- |
| 1  | 26-04-1993 | Indonesian Championships, Jakarta | Tier IV   | 100 000 $ | Dur (ext.) | Yayuk Basuki    | Ann Grossman    | 6-4, 6-4      | Tableau |
| 2  | 25-04-1994 | Danamon Indonesia Open, Jakarta   | Tier IV   | 100 000 $ | Dur (ext.) | Yayuk Basuki    | Florencia Labat | 6-4, 3-6, 7-6 | Tableau |
| 3  | 02-01-1995 | Danamon Indonesia Open, Jakarta   | Tier III  | 161 250 $ | Dur (ext.) | Sabine Hack     | Irina Spîrlea   | 2-6, 7-6, 6-4 | Tableau |
| 4  | 08-04-1996 | Danamon Open, Jakarta             | Tier III  | 164 250 $ | Dur (ext.) | Linda Wild      | Yayuk Basuki    | Forfait       | Tableau |
| 5  | 21-04-1997 | Danamon Open, Jakarta             | Tier IV   | 107 500 $ | Dur (ext.) | Naoko Sawamatsu | Yuka Yoshida    | 6-3, 6-2      | Tableau |

### Double
| No | Date       | Nom et lieu du tournoi           | Catégorie | Dotation  | Surface    | Vainqueures                      | Finalistes                       | Score         |         |
| -- | ---------- | -------------------------------- | --------- | --------- | ---------- | -------------------------------- | -------------------------------- | ------------- | ------- |
| 1  | 26-04-1993 | Indonesian Championships Jakarta | Tier IV   | 100 000 $ | Dur (ext.) | Nicole Arendt Kristine Radford   | Amy de Lone Erika de Lone        | 6-3, 6-4      | Tableau |
| 2  | 25-04-1994 | Danamon Indonesia Open Jakarta   | Tier IV   | 100 000 $ | Dur (ext.) | Nicole Arendt Kristine Radford   | Kerry-Anne Guse Andrea Strnadová | 6-2, 6-2      | Tableau |
| 3  | 02-01-1995 | Danamon Indonesia Open Jakarta   | Tier III  | 161 250 $ | Dur (ext.) | Claudia Porwik Irina Spîrlea     | Laurence Courtois Nancy Feber    | 6-2, 6-3      | Tableau |
| 4  | 08-04-1996 | Danamon Open Jakarta             | Tier III  | 164 250 $ | Dur (ext.) | Rika Hiraki Naoko Kijimuta       | Laurence Courtois Nancy Feber    | 7-6, 7-5      | Tableau |
| 5  | 21-04-1997 | Danamon Open Jakarta             | Tier IV   | 107 500 $ | Dur (ext.) | Kerry-Anne Guse Kristine Radford | Lenka Němečková Yuka Yoshida     | 6-4, 5-7, 7-5 | Tableau |

## Palmarès messieurs

### Simple
| No | Date       | Nom et lieu du tournoi   | Catégorie      | Dotation       | Surface        | Vainqueur      | Finaliste         | Score          |                |
| -- | ---------- | ------------------------ | -------------- | -------------- | -------------- | -------------- | ----------------- | -------------- | -------------- |
| 1  | 05-11-1973 | , Jakarta                |                | NC $           | NC             | John Newcombe  | Ross Case         | 7-6, 7-6, 6-3  |                |
| 2  | 04-11-1974 | , Jakarta                |                | NC $           | Dur (ext.)     | Onny Parun     | Kim Warwick       | 6-3, 6-3, 6-4  |                |
|    | 1975-1992  | Pas de tournoi           | Pas de tournoi | Pas de tournoi | Pas de tournoi | Pas de tournoi | Pas de tournoi    | Pas de tournoi | Pas de tournoi |
| 3  | 11-01-1993 | Indonesian Open, Jakarta | World Series   | 275 000 $      | Dur (ext.)     | Michael Chang  | Carl-Uwe Steeb    | 2-6, 6-2, 6-1  |                |
| 4  | 10-01-1994 | Indonesian Open, Jakarta | World Series   | 288 750 $      | Dur (ext.)     | Michael Chang  | David Rikl        | 6-3, 6-3       |                |
| 5  | 09-01-1995 | Indonesian Open, Jakarta | World Series   | 303 000 $      | Dur (ext.)     | Paul Haarhuis  | Radomír Vašek     | 7-5, 7-5       |                |
| 6  | 08-01-1996 | Indonesian Open, Jakarta | World Series   | 303 000 $      | Dur (ext.)     | Sjeng Schalken | Younès El Aynaoui | 6-3, 6-2       |                |

### Double
| No | Date       | Nom et lieu du tournoi   | Catégorie      | Dotation       | Surface        | Vainqueurs                     | Finalistes                            | Score          |                |
| -- | ---------- | ------------------------ | -------------- | -------------- | -------------- | ------------------------------ | ------------------------------------- | -------------- | -------------- |
| 1  | 05-11-1973 | , Jakarta                |                | NC $           | NC             | Mike Estep Ian Fletcher        | John Newcombe Allan Stone             | 7-5, 6-4       |                |
| 2  | 04-11-1974 | , Jakarta                |                | NC $           | Dur (ext.)     | Ismail El Shafei Roscoe Tanner | Jürgen Fassbender Hans-Jürgen Pohmann | 7-5, 6-3       |                |
|    | 1975-1992  | Pas de tournoi           | Pas de tournoi | Pas de tournoi | Pas de tournoi | Pas de tournoi                 | Pas de tournoi                        | Pas de tournoi | Pas de tournoi |
| 3  | 11-01-1993 | Indonesian Open, Jakarta | World Series   | 275 000 $      | Dur (ext.)     | Diego Nargiso Guillaume Raoux  | Jacco Eltingh Paul Haarhuis           | 7-6, 6-7, 6-3  |                |
| 4  | 10-01-1994 | Indonesian Open, Jakarta | World Series   | 288 750 $      | Dur (ext.)     | Neil Borwick Jonas Björkman    | Jorge Lozano Jim Pugh                 | 6-4, 6-1       |                |
| 5  | 09-01-1995 | Indonesian Open, Jakarta | World Series   | 303 000 $      | Dur (ext.)     | David Adams Andreï Olhovskiy   | Ronald Agenor Shūzō Matsuoka          | 7-5, 6-3       |                |
| 6  | 08-01-1996 | Indonesian Open, Jakarta | World Series   | 303 000 $      | Dur (ext.)     | Rick Leach Scott Melville      | Kent Kinnear Dave Randall             | 6-1, 2-6, 6-1  |                |